# ウェイン・ルーカス
ダレル・ウェイン・ルーカス（Darrell Wayne Lukas、1935年9月2日 - 2025年6月28日）はアメリカ合衆国の競馬調教師。調教師として初めてクォーターホースとサラブレッドの両者で競馬の殿堂入りを果たしている。

## 経歴
元々は教師で、高校のバスケットボール部のコーチ（指導者）。1968年から夏休み期間を利用してサウスダコタ州の競馬場で調教をしていたが、1972年には本業としてカリフォルニア州でクォーターホースの調教師となり、10年間で23頭の世界チャンピオンを育てる実績を残すと、サラブレッドの調教師に転じた。サラブレッドでも調教師の年間獲得賞金1位（リーディングトレーナー）を14回獲得している。アメリカ三冠競走であるケンタッキーダービーを4勝、プリークネスステークスを7勝、ベルモントステークスを4勝。1995年にはサンダーガルチでケンタッキーダービーとベルモントステークスを、ティンバーカントリーでプリークネスステークスを優勝し三冠を独占、複数の馬で三冠を独占した調教師は史上初であり、また1994年のプリークネスステークスから1996年のケンタッキーダービーまでに行われた三冠競走で6連勝も果たしている。
他にもケンタッキーオークスも4勝。さらにブリーダーズカップ20勝は最多勝である。エクリプス賞年度代表馬を3頭管理したほか、エクリプス賞最優秀調教師賞も4回受賞した。1999年にはアメリカ競馬殿堂入り。2007年にはクォーターホースの名誉の殿堂入りも果たした。
2025年6月22日、健康上の理由により調教師を引退することが発表され、2025年6月28日の夜、ルイビル一帯の自宅で死去。89歳没。
両親はチェコ出身。サングラスがトレードマークである。

## 主な管理馬
- ダッシュフォーキャッシュ
- レディーズシークレット
- ガルチ
- クリミナルタイプ
- スターオブコジーン
- タバスコキャット
- ティンバーカントリー
- サンダーガルチ
- セレナーズソング
- カリズマティック
- ヘネシー
- オクスボウ
- サカウイスタ
- シーズザグレイ